# Tweede Kamerverkiezingen in het kiesdistrict Leeuwarden (1848-1850)
Tweede Kamerverkiezingen in het kiesdistrict Leeuwarden (1848-1850) geeft een overzicht van verkiezingen voor de Nederlandse Tweede Kamer in het kiesdistrict Leeuwarden in de periode 1848-1850.
Het kiesdistrict Leeuwarden werd ingesteld na de grondwetsherziening van 1848.  Tot het kiesdistrict behoorden de volgende gemeenten: Idaarderadeel, Leeuwarden, Leeuwarderadeel, Menaldumadeel en Tietjerksteradeel.
Het kiesdistrict Leeuwarden vaardigde in deze periode per zittingsperiode één lid af naar de Tweede Kamer.
Legenda
- cursief: in de eerste verkiezingsronde geëindigd op de eerste of tweede plaats, en geplaatst voor de tweede ronde;
- vet: gekozen als lid van de Tweede Kamer.

## 30 november 1848
De verkiezingen werden gehouden na ontbinding van de Tweede Kamer, na inwerkingtreding van de herziene grondwet.
|                              | 30 november |
| ---------------------------- | ----------- |
| Kiesgerechtigden             | 673         |
| Opkomst                      | 519         |
| Geldige stemmen              | 520         |
| Blanco stemmen               | 0           |
| Kandidaten                   |             |
| B. Albarda                   | 344         |
| B.H. van der Haer            | 131         |
| I.T. ter Brugghen Hugenholtz | 11          |
| A. Ypey                      | 7           |

## 30 oktober 1849
Binse Albarda, gekozen bij de verkiezingen van 30 november 1848, trad op 20 september 1849 af om persoonlijke redenen. Om in de ontstane vacature te voorzien werd een tussentijdse verkiezing gehouden.
|                      | 30 oktober | 8 november |
| -------------------- | ---------- | ---------- |
| Kiesgerechtigden     | 673        | 673        |
| Opkomst              | 343        | 508        |
| Geldige stemmen      | 341        | 508        |
| Blanco stemmen       | 2          | 0          |
| Kandidaten           |            |            |
| Schelto van Heemstra | 156        | 256        |
| A.F. Jongstra        | 149        | 252        |
| A. Ypey              | 10         |            |

## Voortzetting
In 1850 werd het kiesdistrict Leeuwarden omgezet in een meervoudig kiesdistrict, waaraan een gedeelte van het opgeheven kiesdistrict Franeker toegevoegd werd.